# NGC 4085
NGC 4085 ist eine Balken-Spiralgalaxie vom Hubble-Typ SBc im Sternbild Großer Bär. Sie ist schätzungsweise 36 Millionen Lichtjahre von der Milchstraße entfernt.
Das Objekt wurde am 12. April 1789 von Wilhelm Herschel entdeckt.